# Irina Wiktorowna Tjuchai
Irina Wiktorowna Tjuchai (russisch Ири́на Ви́кторовна Тюха́й, engl. Transkription Irina Viktorovna Tyukhay; * 14. Januar 1967 in Bogotol, RSFSR, Sowjetunion) ist eine ehemalige russische Leichtathletin, die sich auf den Siebenkampf spezialisierte und bis 1991 für die Sowjetunion antrat. Ihren größten Erfolg feierte sie mit dem Gewinn der Bronzemedaille im Fünfkampf bei den Hallenweltmeisterschaften 1995 in Barcelona.

## Sportliche Laufbahn
Erste internationale Erfahrungen sammelte Irina Tjuchai vermutlich im Jahr 1993, als sie bei den Hallenweltmeisterschaften in Toronto mit 4619 Punkten den vierten Platz im Fünfkampf belegte. Im Mai belegte sie beim Mehrkampfmeeting in Götzis mit 6406 Punkten den fünften Platz im Siebenkampf und im Jahr darauf wurde sie dort mit 6257 Punkten Sechste. Anschließend belegte sie bei den Europameisterschaften in Helsinki mit 6109 Punkten den zehnten Platz. 1995 gewann sie bei den Hallenweltmeisterschaften in Barcelona mit 4622 Punkten die Bronzemedaille im Fünfkampf hinter ihrer Landsfrau Swetlana Moskalez und Kym Carter aus den Vereinigten Staaten. Im Mai wurde sie in Götzis mit 6604 Punkten Dritte im Siebenkampf und im August gelangte sie bei den Weltmeisterschaften in Göteborg mit 6112 Punkten auf Rang 12. Anschließend gewann sie bei der Sommer-Universiade in Fukuoka mit 5989 Punkten die Bronzemedaille hinter der Australierin Jane Jamieson und Mona Steigauf aus Deutschland. Im Jahr darauf erreichte sie in Götzis mit 6128 Punkten Rang 11 und nahm anschließend an den Olympischen Sommerspielen in Atlanta teil und landete dort mit 5903 Punkten auf Rang 19. Bis 2003 bestritt sie in unregelmäßigen Abständen noch Wettkämpfe auf nationaler und regionaler Ebene, ihre sie ihre aktive Karriere im Alter von 39 Jahren endgültig beendete.
1999 wurde Tjuchai russische Meisterin im Siebenkampf.

## Persönliche Bestleistungen
- Siebenkampf: 6604 Punkte, 28. Mai 1995 in Götzis
  - Fünfkampf (Halle): 4686 Punkte, 20. Februar 1993 in Berlin